# Sergio Ermotti
Sergio Pietro Ermotti (Lugano, geboren 11 mei 1960) is een Zwitserse topbankier. Hij is sinds 5 april 2023 bestuursvoorzitter bij UBS in Zürich.

## Biografie
Sergio Ermotti, zoon van een bankier uit het Zwitserse kanton Ticino, verliet de school op vijftienjarige leeftijd en begon zijn carrière als leerling bij Cornèr Bank in Lugano. In april 2021 werd Ermotti verkozen tot voorzitter van Swiss Re, een van de grootste herverzekeringsbedrijven ter wereld. 
Hij was al eerder  de bestuursvoorzitter van UBS, van november 2011 tot oktober 2020. Daarvoor werkte hij bij UniCredit Group, waar hij Head of the Markets & Investment Banking was. Hij leidde sinds december 2005 en van 2007 tot 2010 als Group Deputy Chief Executive Officer. Daarvoor, van 1987 tot 2003, had hij bij Merrill Lynch & Co. verschillende functies, waaronder lid van het Executive Management Committee for Global Markets & Investment Banking.
In maart 2023 nam UBS het in zwaar weer verkerende Credit Suisse over voor 3 miljard Zwitserse frank (omgerekend 3,03 miljard euro). De Zwitserse overheid had hier zware druk op uitgeoefend, het wilde niet dat Credit Suisse in buitenlandse handen zou komen. Op 29 maart werd bekend dat Ermotti Ralph Hamers zou opvolgen als bestuursvoorzitter. President-commissaris Kelleher had besloten dat Ermotti "het betere paard was” om de uitdaging waar UBS voor stond, aan te gaan.

## Privéleven
Ermotti is getrouwd en heeft twee kinderen.